# Lasiri Gambele
Lasiri Gambele foi um nobre africano mandinga (fagama) dos bagis de Congue. Segundo uma tradição preservada por Edmond Bernus, era um dos dois governantes moses da zona, enquanto segundo outra tradição preservada por Labi Sanogo, era busanga/bisa de Quirango. Um nobre tardio de Congue, Caramoco Ulé, podia ser seu descendente.

## Vida
Lasiri Gambele era do mesmo clã de Secu Uatara, seu sobrinho, e segundo a tradição oral disputou no passado a mão da mãe de Secu com o pai deste, tornando Lasiri e Secu inimigos. A tradição também descreve Lasiri como um inimigo de comerciantes e do islamismo e uma espécia de tirano-mágico que reuniu todos os templos da região e incorporou-os em seu complexo culto chamado Nia (Nya) ou Niama-Curugu (Nyama-Kurugu). Em data desconhecido, ele humilhou e forçou ao exílio um clérigo muçulmano que nasceu em Congue. Em resposta, o clérigo convidou um mercenário de Massina com quem estabeleceu um campo numa colina de Patoni a 70 quilômetros a sudeste de Congue.
O clérigo recrutou jovens para treinar em seu campo e organizou alguns grupos locais com tradição guerreira em permanentes comunidades armadas; é incerto se o campo era um projeto político que tinha por finalidade destronar Lasiri ou se era um empreendimento de mercadores para conduzir expedições às populações agrícolas para obter escravos. Seja como for, Secu aliou-se a esse acampamento e várias personalidades seculares e clericais da região em coalizão contra ele. Após reunir número suficientes de parceiros, declarou-se fagama e marchou contra Congue, derrotando e capturando em fuga seu tio. Ele foi executado junto de seus parentes imediatos e ao entrar em Congue ca. 1710, Secu destruiu o culto do tio.